# 下九路
下九路位于廣東省广州市荔湾区，是一条呈东西走向具有浓厚商业气氛的道路。道路两旁全为具有西关特色的骑楼建筑，为上下九商业步行街一部分。
1966年文化大革命時期，為紀念向秀麗烈士而改稱秀麗二路，1981年復名下九路。

## 与之交汇道路
- 顺序由西往东排列，粗体字为主干道
- 第十甫路、十八甫北路、文昌南路
- 康王南路(被穿越，不相连)
- 上九路、杨巷路、德星路

## 公共交通
- 广州地铁8号线華林寺站

均在鄰近下九路位置設有出口。